# 埃什瓦讷
埃什瓦讷（法語：Échevannes，法語發音：[eʃvan]）是法国科多尔省的一个市镇，属于第戎区。

## 地理
埃什瓦讷（47°31'39"N, 5°10'7"E）面积11.45 平方千米，位于法国勃艮第-弗朗什-孔泰大區科多尔省，该省份为法国中东部省份，北起奥布省，西接涅夫勒省和约讷省，南至索恩-卢瓦尔省，东南接汝拉省，东临上索恩省，东北部与上马恩省接壤。
与埃什瓦讷接壤的市镇（或旧市镇、城区）包括：瑟隆热、蒂耶河畔克雷塞、蒂勒沙泰勒、蒂耶河畔伊斯。

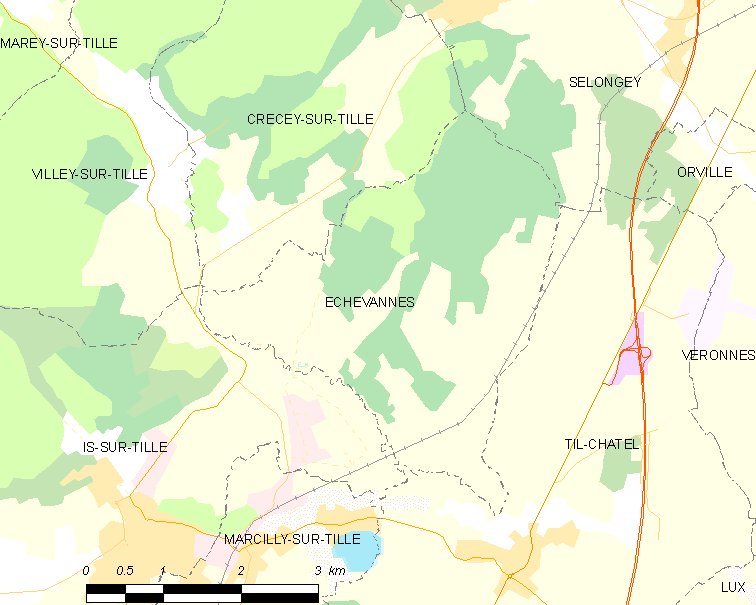
埃什瓦讷的OSM定位图

埃什瓦讷的时区为UTC+01:00、UTC+02:00（夏令时）。

## 行政
埃什瓦讷的邮政编码为21120，INSEE市镇编码为21240。

## 政治
埃什瓦讷所属的省级选区为蒂耶河畔伊斯县。

## 人口

1962-2008年间埃什瓦讷人口变化图示

埃什瓦讷于2022年1月1日时的人口数量为295人。